# Geissanthus peruvianus
Geissanthus peruvianus är en viveväxtart som först beskrevs av A. Dc., och fick sitt nu gällande namn av Carl Christian Mez. Geissanthus peruvianus ingår i släktet Geissanthus och familjen viveväxter. Inga underarter finns listade i Catalogue of Life.